# Hervé Péjaudier
Hervé Péjaudier est un écrivain français né en 1953.

## Biographie

### Des ondes aux planches
Ses premières publications sont une série de pièces radiophoniques mises en ondes et diffusées sur France Culture (1982-1983).
Il cofonde en 1982 la revue "Littérature & Fils, vente au détail", puis entreprend un parcours de comédien, tout en enseignant la littérature française. Il interprète à diverses reprises Alciminte dans l'Entretien sur la Proposition de Gaspard Mérandon, mis en scène par Ivan Grinberg (Paris, Théâtre La Bruyère, 1985; Besançon, Grand Théâtre, 1987; Avignon, Théâtre des sources, 1989), participe aux travaux de l'Atem de Georges Aperghis, joue Bistrot au Théâtre populaire de Lorraine sous la direction d'Artistide Delmonico.
L'essentiel de son œuvre est destinée à la scène : Cochon qui s'en dédit, Chauvin, le soldat-laboureur, Vive la France, ...
C'est le Souverain fou qui le fait connaître d'un large public en 1991. "Le Souverain fou fait des discours. Il énonce le droit, harangue soldats et couturiers, ordonne la lessive des draps, traite du bonheur et de l'imposture, admoneste les paysans, provoque calamités, catastrophes et conquêtes. L'empire se bâtit par effondrements successifs." Cet abondant ensemble de discours (1980-1989) est présenté au Festival d'Avignon 1991 et à la MC93 à Bobigny (1992), mis en scène par Ivan Grinberg, avec François Chattot dans le rôle du souverain.

### Théâtre et littérature coréens: traduction, édition, recherche
À la fin des années 90, il se passionne pour le théâtre, la littérature et le chamanisme coréens.
Il mène à bien, avec Han Yumi, la traduction de nombreuses œuvres contemporaines et anciennes. Ils sont récompensés en 2000 par le Prix culturel France-Corée pour leur contribution à la découverte en France du théâtre coréen ; ils créent ensemble l'association HYM puis en 2002 la collection Scènes coréennes aux Editions Imago, et contribuent à la programmation et au surtitrage de nombreux spectacles au Festival d'Automne, au Festival de l'Imaginaire, à la Maison des Métallos, au Musée des Arts premiers,...
En 2010, il crée à la Maison de la Création à Bruxelles, pour la première fois au monde, un pansori coréen en langue française, le Dit de Hungbo.
Chercheur à l'EHESS, Hervé Péjaudier est l'auteur de nombreux articles sur le chamanisme coréen comme art de la scène.

### Écriture et Musique
Hervé Péjaudier contribue par ailleurs depuis 20 ans au label de musique improvisée In Situ, écrivant des textes de fiction insérés dans les disques, intervenant dans la programmation, concevant des programmes radiophoniques. Avec Théo Jarrier, il a produit en 2009 pour France Musique une Nuit américaine, six heures de musiques et de textes enchaînés; puis, en août 2009, le feuilleton radiophonique Fantômas 11.09. Avec Han Yumi et Jacques-Yves Le Docte, en octobre 2010, une Nuit des musiques coréenne. Il est l'auteur de Les Noces de Baba Yaga, conte fantastique pour les Tableaux d'une exposition, de Modeste Moussorgski, présenté au 104 rue d'Aubervilliers le 16 octobre 2010 et diffusé sur France Musique.

### Aluminium
Il a conduit une recherche originale sur l'apparition de l'aluminium dans la littérature, en analysant ses occurrences chez des auteurs tels que Lautréamont, Céline, Apollinaire, Malraux, Lem, etc. Celle-ci a donné lieu à la publication d'un ensemble d'articles dans les Cahiers d'histoire de l'Aluminium, et à un article de synthèse dans l'ouvrage de la collection Découvertes-Gallimard consacré à l'aluminium.

### Le Lit national
De 1996 à 2016, il est président du Lit National, entreprise de fabrication artisanale et de vente de literie haut de gamme, fondée en 1909 par son grand-père François, développée par son père Georges puis dirigée par sa sœur, Christine, jusqu'à la transmission de l’établissement, en 2016.

## Publications
- Cochon qui s'en dédit (Littérature & Fils, 1986)
- Actes du colloque Théâtre et révolution, dir. Lucile Garbagnati, Marita Gilli : "Proposition sur l'entretien", Presses Universitaires de Franche Comté, 1988
- Le Souverain fou, Actes Sud-Papiers, 1991
- Chauvin, le soldat-laboureur, opéra en quatre actes avec un prologue, acte 2 in Revue Perpendiculaire n°2, Éditions Michalon, 1996
- Les Objets sont des Belges, extrait “Urgence, catastrophe et mort”, Revue Perpendiculaire n°6,  Éditions Michalon, 1997.
- Le Théâtre coréen en France : traduction, surtitrage, édition, avec Han Yumi, Culture coréenne, n°66, 2004, http://www.culturecoreenne.fr
- Le Dit de Hûngbo, p'ansori, traduit du Coréen et présenté par Han Yumi et Hervé Péjaudier, Éditions HYM-Librairie Galerie Racine, 2001
- Cahiers d'histoire de l'Aluminium : n°5 (Orion aveugle. Les cinq occurrences du mot Aluminium dans l'Espoir d'André Malraux), n°6 (Ducasse, Destouches, patrons d'aluminium), n°8 (L'effet Kelvin ou les degrés d'aluminium. Les cinq occurrences du mot aluminium dans Solaris de Stanislaw Lem), n°11 (“En aluminium pâle comme l'absence et tendre comme le souvenir”. Les bagues limées par le soldat Apollinaire (1915)), n°13 (Non, il n'y a pas d'aluminium chez Balzac), n°26 (“C'est pas difficile, l'aluminium est facile à travailler” Les bagues limées par le soldat Apollinaire (1915), suite : à propos de sept lettres inédites à Mirelle Havet). Publiés par l'Institut pour l'Histoire de l'Aluminium.
- L'Aluminium, un imaginaire littéraire, in L'aluminium, un si léger métal, Ivan Grinberg, Gallimard, 2003, collection Découvertes.
- Collaboration au livret de l'opéra Pastorale, de Gérard Pesson, d'après l'Astrée d'Honorée d'Urfé, créé au Théâtre du Châtelet à Paris en 2009.